# Crimson Contagion

Sello del Departamento de Salud y Servicios Humanos (HHS)

Crimson Contagion ("Contagio Carmesí") fue un ejercicio conjunto llevado a cabo desde enero del 2019 hasta agosto del mismo año, por varias organizaciones nacionales, estatales y locales, públicas y privadas de los EE. UU., con el fin de probar la capacidad de respuesta del gobierno federal y de doce estados ante una severa pandemia de gripe originada en China. 
La simulación, realizada meses antes del comienzo de la pandemia del COVID-19, implicó un escenario en el que turistas que regresaban desde China propagaban un virus respiratorio en los EE. UU., comenzando en Chicago. En menos de dos meses, el virus infectaba a 110 millones de estadounidenses, matando a más de medio millón. El reporte emitido como conclusión del ejercicio subraya la capacidad limitada del gobierno para responder a una pandemia, debido a que las  agencias federales tienen insuficiencia de fondos, coordinación y recursos, para facilitar una respuesta efectiva al virus.

## Escenario
Entre enero y agosto de 2019 el Departamento de Salud y Servicios Sociales de los Estados Unidos (HHS) de Trump, encabezado por Alex Azar, ejecutó una simulación con el nombre clave "Crimson Contagion" (Contagio Carmesí). En este "Ejercicio Práctico" participaron el Consejo Nacional de Seguridad, el Departamento de Salud y Servicios Sociales, Departamento de Agricultura, Departamento de Comercio, Departamento de Defensa, Departamento de Energía, Departamento del Interior, Departamento de Justicia, Departamento de Trabajo, Departamento de Estado, Departamento de Transporte, Departamento del Tesoro, entre otras organizaciones estatales y locales, públicas y privadas. 
En la simulación, varios turistas contraen una enfermedad respiratoria en la que un "virus respiratorio [que] comenzó en China. . . [es] rápidamente difundido en todo el mundo por los viajeros aéreos. . . [con] fiebres altas.” El virus se propagó rápidamente a través del mundo. La primera detección en EEUU ocurrió en Chicago (ciudad anfitrión para el ejercicio). Al virus simulado se le llamó 'H7N9 Influenza'. La dirección de la simulación "Crimson Contagion" (Contagio Carmesí) comenzó 47 días después del primer caso descubierto en los EEUU. Según los resultados del proyecto de informe del HHRG (Grupo de Recursos de Salud Domésticos) de octubre de 2019, la simulación Crimson Contagion "registró 110 millones de estadounidenses infectados, 7.7 millones de hospitalizaciones y 586,000 muertes." 

## Descubrimientos clave
- El gobierno federal no tiene fondos suficientes para responder a una pandemia de influenza grave.
- A varios participantes del ejercicios les faltó claridad respecto a los roles de las diferentes agencias federales y qué información era importante transmitirles.
- El Departamento de Salud y Servicios Sociales de los Estados Unidos tuvo problemas proveyendo información precisa y relevante a hospitales y otras organizaciones de salud pública.
- Confusión entre el Departamento de Salud y Servicios Sociales de los Estados Unidos, la Agencia Federal para el Manejo de Emergencias y el Departamento de Seguridad Nacional de los Estados Unidos, respecto a que organización debería liderar la crisis.
- Los Estados Unidos carecen de capacidad productiva para cumplir con las demandas de equipos de protección y dispositivos médicos, tales como barbijos (tapabocas) y respiradores, impuestas por la pandemia.
- Los estados fueron incapaces de solicitar recursos eficientemente debido a la falta de un proceso de solicitud estandarizado.[4]

## Estados participantes
- Idaho
- Arizona
- Nuevo México
- Colorado
- Nebraska
- Illinois
- Pensilvania
- Carolina del Sur
- Nueva York
- Connecticut
- Massachusetts
- Nuevo Hampshire